# Lwówek Śląski
Lwówek Śląski (udtale: [ˈlvuvɛk ˈɕlɔ̃skʲi]  ( hør); tidligere Lwów; tysk: Löwenberg in Schlesien; Schlesisk: Ślůnski Lwůwek) er en by i den østlige del af Voivodskabet Nedre Schlesien i det sydvestlige Polen. Byen har 8.490(2021) indbyggere og et areal på 16,6 km². Den er en del af powiatet (amt) Lwówek Śląski. Lwówek Śląski ligger ved floden Bóbr omkring 30 km nord-nordvest for Jelenia Góra.

## Historie
Lwówek Śląski ligger i et tæt skovbevokset og beliggende ved det ubeboede område Schlesiske Przesieka i middelalderens Kongeriget Polen og blev gradvist ryddet og befolket af tyske bønder i første halvdel af det 13. århundrede under Ostsiedlung.
Byen blev grundlagt af hertugen af Polen Henrik den Skæggede, som udpegede den til et administrativt center i et tidligere ubeboet grænseområde Polsk–Lausitzke territorium. I 1209 gav Henry det vigtige privilegier, såsom rettigheder til brygning, mølle, fiskeri og jagt inden for en mil fra bebyggelse. Tyske kolonister udvidede den allerede eksisterende bosættelse, og i 1217 blev den tildelt stadsrettigheder af Henrik den Skæggede, som en af de første byer i Polen.
I 1243 organiserede hertug Bolesław 2. Rogatka den første ridderturnering i Polen i byen.
Hertugerne byggede derefter et slot, dokumenteret for første gang i 1248. I det 13. århundrede bosatte franciskanere og hospitalridderne sig i byen. Som et resultat af fragmenteringen af Polen var det en del af Hertugdømmet Legnica fra 1248, Hertugdømmet Jawor fra 1274, fra 1278 til 1286 var det hovedstaden i et Hertugdømmet Löwenberg, I 1327 fik byen ret til at præge sin egen mønt af hertug Henrik 1. af Jawor, før Wrocław. I 1329 var det en af de største byer i Schlesien.

## Galleri
- Forsvarsmure
- Den Hellige Jomfru Maria Kirke
- Rådhusets interiør
- Det resterende del af tårnet af den protestantiske kirke
- Bypark
- Renaissanceslottet Płakowice
- Kommunekontor